# Bartimæus-trilogien
Bartimæus-trilogien (opr. Bartimaeus Trilogy) er en trilogi skrevet af den engelske forfatter Jonathan Stroud, oversat til dansk af Tom Havemann. 
1. Amuletten fra Samarkand (2003)
Oversat fra The Amulet of Samarkand (2003)
2. Golems øje (2004)
Oversat fra The Golem's Eye (2004)
3. Ptolemæusporten (2005)
Oversat fra Ptolemy's Gate (2005)

I 2010 udkom en fortsættelse til serien, nemlig en prequel kaldet The Ring of Solomon. Den blev oversat til dansk i 2012 som Salomons Ring.

## Magi
Magien i serien indbefatter cirkelformede kridttegnede ritualer, en til hver af de forskellige ånder. Der skal også bruges røgelse, stearinlys og formler. Meningen er at fremkalde og fastholde en ånd fra det andet sted. Når man påkalder en ånd, skal man indsætte åndens navn i formlen. Hvis personen er kommet til at gøre det mindste forkert, har han ikke bundet ånden ordentligt, så kan den dræbe sin herre, for at komme tilbage til Det Andet Sted.
De forskellige ånder som kan tilkaldes med denne form for magi er djævlinge, foliot, djinn, afrit og marid.
Man kan spærre en ånd inde i næsten hvad som helst (det plejer at være djævlinge og folioter).
Det største og sværeste af al magi er at lave Ptolemæus-porten, der er modsat af alle andre påkaldelser. I stedet for at trække en ånd fra Det Andet Sted til jorden, sendes troldmanden selv til det andet sted.